# 대우 맵시
대우 맵시(Daewoo Maepsy) 또는 새한 맵시(Saehan Maepsy)는 1982년에 새한자동차에서 출시되어, 1989년까지 생산된 후륜구동 방식의 소형 승용차로, 르망의 프로토타입 또는 원조격에 해당하는 차종이다. 이름인 '맵시'는 한국어로 '아름답고 보기 좋은 모양새'를 뜻한다.

### 맵시 (1982년 3월~1983년 9월)

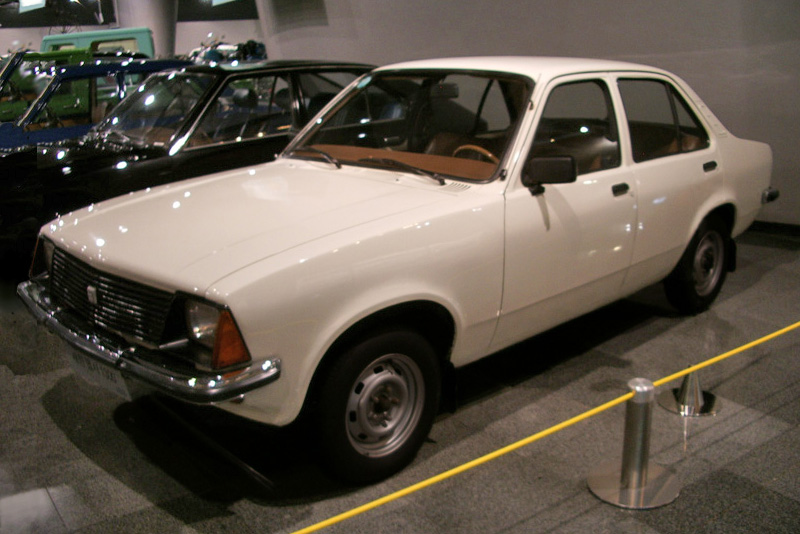
새한 맵시 정측면

1982년 3월 26일에 선보였다. 기존 제미니의 페이스 리프트 차종이라 기본적인 골격은 크게 변한 것이 없었으나, 차체 크기를 더 키워 안전성과 경제성 등을 개선했다. 새한자동차는 맵시의 스타일, 경제성, 성능, 안전성 등을 내세웠으나, 기존 제미니를 개조한 차종이라는 인식이 박히는 바람에 제미니의 인상을 지우지 못했고 그 무렵 현대자동차가 출시한 포니 Ⅱ에 밀려 높은 판매 대수를 기록하지 못했다. 자동차 공업 합리화 조치로 인해 기아산업(현 기아자동차)이 더 이상 승용차를 생산하지 못하게 되어 기아 브리사의 생산이 중단되자 브리사의 마쓰다제 TC형 엔진을 탑재한 1.3L의 맵시를 선보이기도 했다.
- 전장(mm) : 4,205
- 전폭(mm) : 1,580
- 전고(mm) : 1,365
- 축거(mm) : 2,405
- 윤거(전, mm) : 1,300
- 윤거(후, mm) : 1,305
- 승차정원 : 2명(픽업)/5명
- 변속기 : 수동 4단
- 구동형식 : 후륜 구동

| 구분               | 1.3        | 1.5        |
| ------------------ | ---------- | ---------- |
| 연료               | 가솔린     | 가솔린     |
| 배기량(cc)         | 1,272      | 1,492      |
| 최고출력(ps/rpm)   | 87/6,000   | 85/5,400   |
| 최대토크(kg*m/rpm) | 11.0/3,500 | 12.5/3,000 |

### 맵시-나 (1983년 9월~1989년 2월)

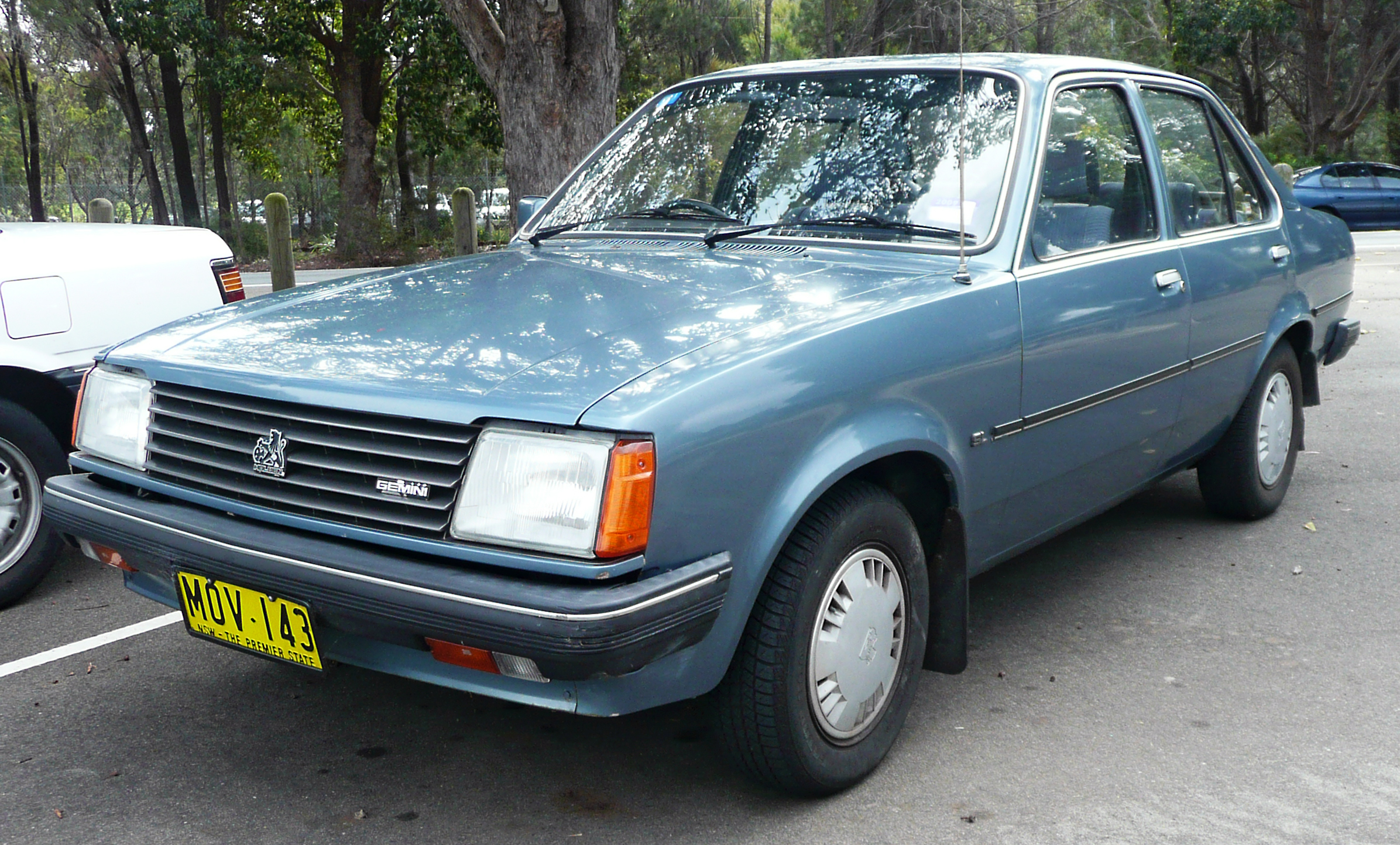
대우 맵시-나 정측면

1983년 1월 4일, 새한자동차는 대우자동차로 사명이 변경되었다. 같은 해 4월에는 자체 개발한 4기통 1.5L XQ 엔진을 발표하였고, 이에 맞춰 동년 9월에는 맵시에 XQ 엔진을 장착하여 맵시-나로 판매하였다. 이 때부터 맵시가 두각을 드러냈다. 또한 같은 해 말에는 제미니를 베이스로 해왔던 픽업 트럭 맥스도 베이스를 맵시-나로 변경하여 판매하기 시작했다. 가, 나, 다 순을 붙여 2번째 맵시라는 뜻을 가진 맵시-나는 1985년 3월에 고급 트림인 하이디럭스가 라인업에 추가되었으며, 대시보드가 대폭 변경되었고, 오디오 안테나의 위치를 운전석 A 필러 근처에서 조수석 앞 펜더 근처로 옮겼다. 하이 디럭스는 로얄 살롱과 비슷한 느낌의 격자형 라디에이터 그릴, 헤드 램프 몰딩, 와이드 범퍼와 로얄 살롱에 적용되었던 오토 리버스 카 스테레오 등을 적용해 고급스러운 느낌을 강조했다. 1986년 7월에 후속 차종인 전륜구동 방식의 르망이 출시되긴 했지만, 영업용(택시)으로 한동안 병행 생산되었다. 1987년 3월에는 론지 LPG 엔진을 장착한 맵시 시그마 택시가 출시되었으며, 1989년 2월에 단종되었다. 맵시와 맵시-나는 1982년 2월 출시 이후 1986년 7월까지 42,729대가 생산되었다.
- 전장(mm) : 4,262
- 전폭(mm) : 1,612
- 전고(mm) : 1,365
- 축거(mm) : 2,405
- 윤거(전, mm) : 1,300
- 윤거(후, mm) : 1,305
- 승차정원 : 2명(맥스 픽업)/5명
- 변속기 : 수동 4단, 자동 3단
- 구동형식 : 후륜 구동

| 구분               | 1.5        |
| ------------------ | ---------- |
| 연료               | 가솔린     |
| 배기량(cc)         | 1,492      |
| 최고출력(ps/rpm)   | 85/5,400   |
| 최대토크(kg*m/rpm) | 12.5/3,000 |